# Arthur Henry Fox Strangways
Arthur Henry Fox Strangways (Norwich, 14 settembre 1859 – Dinton, 2 maggio 1948) è stato un musicologo inglese.

## Biografia
Primo figlio di Walter Aston Fox Strangways, un ufficiale dell'esercito, e di sua moglie, Harriet Elizabeth Buller, da studente seguì i corsi al Wellington College e al Balliol College di Oxford, dove nel 1882 ottenne una laurea in lettere classiche. Terminati gi studi, per due anni fu allievo alla Berlin Hochschule für Musik di Berlino.
Per i successivi ventisei anni, Fox Strangways fu insegnante scuolastico, prima al Dulwich College (1884-1886) e poi alla sua vecchia scuola, Wellington College (1887-1910), dove fu il maestro di musica dal 1893 al 1901, e successivamente assunse incarichi direttivi.
Durante la sua permanenza a Wellington visitò l'India e si interessò alla musica indiana. Dopo aver lasciato Wellington, tornò in India per otto mesi nel 1911, raccogliendo materiale per un libro, The Music of Hindostan (1914), che il dizionario musicale e musicista di Grove ha descritto nel 2013 come "ancora un classico sul tema".
Fece amicizia con il poeta e musicista di origine indiana e bengalese Rabindranath Tagore e si impegnò a diffondere le sue opere in Occidente.
Fu tra i promotori e fondatori della rivista Music and Letters, oltre a collaborare come critico musicale con il Times e con l'Observer.
Fox Strangways fu uno dei principali collaboratori della terza edizione del Grove Dictionary of Music and Musicians pubblicata nel 1927. 
Insieme al tenore Steuart Wilson, Strangways realizzò traduzioni in inglese del lieder di Schubert e di Schumann.

## Pubblicazioni
- Advanced Passages for German Unseen Translation (1899);
- The Music of Hindostan (1914);
- Schubert's Songs Translated (1924) (con Steuart Wilson);
- Schumann's Songs Translated (1929) (con Steuart Wilson);
- Cecil Sharp – His Life and Work (1933) (con Maud Karpeles).